# Пам'ятки архітектури національного значення в Дніпрі
Наразі в місті Дніпрі і його передмістях 22 пам'ятки архітектури національного значення.

## Список пам'яток архітектури національного значення в Дніпрі
1. Дніпровський академічний український музично-драматичний театр імені Тараса Шевченка
2. Готель «Асторія»
3. Державне училище культури
4. Державний обласний український дім (Палац Ілліча)
5. Палац Студентів ДНУ
6. Будинок Губернатора
7. Дніпропетровський будинок органної і камерної музики
8. Катеринославська суконна фабрика
9. Будівля Англійського клубу
10. Будівля Земської лікарні
11. Дніпропетровський національний історичний музей імені Дмитра Яворницького
12. Фортеця Кодак
13. Національний гірничий університет
14. (ново)Богородицька фортеця
15. Дніпропетровська обласна рада
16. Катеринославська чоловіча класична гімназія
17. Катеринославське реальне училище
18. Дніпровський академічний театр драми і комедії
19. Свято-Миколаївський храм (Ігрень)
20. Свято-Миколаївський храм (Нові Кодаки) (Дніпро)
21. Дніпровська філармонія
22. Спасо-Преображенський собор